# Parafia św. Franciszka z Asyżu w Ciechanowie
Parafia pw. św. Franciszka z Asyżu w Ciechanowie – rzymskokatolicka parafia należąca do dekanatu ciechanowskiego wschodniego, diecezji płockiej, metropolii warszawskiej. Siedziba parafii mieści się w Ciechanowie, w powiecie ciechanowskim, w województwie mazowieckim.

## Historia parafii
Parafia została erygowana 15 października 1990 przez biskupa Zygmunta Kamińskiego, a na proboszcza powołano ks. Jana Dzieniszewskiego.
6 maja 1993 roku poświęcono plac pod budowę kościoła. Wznoszenie świątyni trwało 11 lat. 25 września 2004 r. biskup płocki Stanisław Wielgus dokonał konsekracji kościoła w parafii św. Franciszka z Asyżu i nadał mu tytuł Podwyższenia Krzyża Świętego.

## Proboszczowie
- ks. prał. Jan Dzieniszewski (1990–2022)[2]
- ks. Andrzej Bytner (od 2022)[2]